# اليوم العالمي لحوكمة المعلومات
اليوم العالمي لحوكمة المعلومات، أو (GIGD)، هو العطلة الدولية التي تحدث في يوم الخميس الثالث من شهر فبراير. ويكمن الغرض من اليوم العالمي لحوكمة المعلومات في زيادة الوعي بحوكمة المعلومات.
وحوكمة المعلومات هو مصطلح ناشئ يتم تعريفه عادةً كإنفاذ للسلوك المرغوب فيه عند استخدام معلومات الشركات، وإنشائها، وحفظها، وحذفها. تعرف شركة غارتنر (Gartner)، وهي شركة لبحوث تكنولوجيا المعلومات والاستشارات، مصلحة حوكمة المعلومات باعتباره وصفًا لحقوق اتخاذ القرار وإطار مساءلة لتشجيع السلوك المرغوب فيه عند تقييم المعلومات، وإنشائها، وتخزينها، واستخدامها، وحفظها وحذفها. ويشمل العمليات، والأدوار، والمعايير، والمقاييس التي تضمن الاستخدام الفعال والكفء للمعلومات في تمكين المنظمة من تحقيق أهدافها.
ويعد شهر فبراير شهر حوكمة المعلومات، بتنسيق من الرابطة الأمريكية لإدارة المعلومات الطبية.
يوافق اليوم العالمي لحوكمة المعلومات لعام 2013 يوم الحادي والعشرين من فبراير، 2013. وتقوم مجموعة من خبراء حوكمة المعلومات بتنسيق الاحتفال والترويج له، بما في ذلك أر دي إس.

## معلومات تاريخية
تتناول إدارة السجلات حفظ السجلات وترتيبها. ويمكن أن يكون السجل ماديًا، أو جسمًا ملموسًا، أو معلومات رقمية مثل قاعدة بيانات، وبيانات تطبيق، والبريد الإلكتروني. وقد تم اعتبار الدورة الحياتية تاريخيًا من نقطة الإنشاء إلى نقطة التخلص النهائي من السجل. ونظرًا للزيادة الهائلة في توليد المحتوى في العقود الأخيرة، وزيادة قضايا اللوائح والامتثال، فقد فشلت إدارة السجلات التقليدية في الحفاظ على الصدارة. فقد أصبح إيجاد نظام أساسي أكثر شمولاً لإدارة السجلات والمعلومات أمرًا ضروريًا للتصدي لجميع مراحل الدورة الحياتية، مما أدى إلى ظهور حوكمة المعلومات.
وتتجاوز حوكمة المعلومات الاحتفاظ والترتيب لتشمل الخصوصية، والتحكم في الوصول، وغيرها من قضايا الامتثال. في الاكتشاف الإلكتروني، أو الكشف الإلكتروني، يبحث المحامون في المعلومات المخزنة إلكترونيًا عن بيانات ذات صلة بالاحتجاز القانوني. تشمل حوكمة المعلومات النظر في كيفية حفظ هذا المحتوى والتحكم فيه للاكتشاف الإلكتروني، وتوفر أيضًا نظامًا أساسيًا لترتيب وامتثال قابل للدفاع. بالإضافة إلى ذلك، ترافق البيانات الوصفية غالبًا البيانات المخزنة إلكترونيًا، ويمكن أن تكون ذات قيمة كبيرة للشركة إذا تم تخزينها وإدارتها بشكل صحيح.
مع كل هذه الاعتبارات الإضافية التي تتجاوز إدارة السجلات التقليدية، ظهرت حوكمة المعلومات كنظام أساسي للمنظمات تحدد بها السياسات على مستوى المؤسسة، عبر دوائر قضائية متعددة. كما تتيح حوكمة المعلومات إنفاذ هذه السياسات في مستودعات المعلومات، والبيانات، والسجلات المختلفة.
وقد نالت حوكمة المعلومات اعترافًا وطنيًا في نوفمبر 2011 بتوجيه من الرئيس أوباما لإصلاح عمليات إدارة السجلات الحالية داخل الحكومة لتشمل الاحتياجات الحالية بصورة أكثر شمولية.
وكانت حوكمة المعلومات اتجاهًا متزايدًا، حتى أصبحت موضوع المؤتمر السنوي جمعية إدارة السجلات الأمريكية عام 2012. في حين أن مديري الوثائق أصبحوا على دراية بحوكمة المعلومات، إلا أنه لا يزال هناك قلة وعي بين العديد من المنظمات. وقد أُقيم اليوم العالمي لحوكمة المعلومات في عام 2013 لزيادة هذا الوعي.

## وصلات خارجية
- Association of Records Managers and Administrators
- Gartner Information Governance
- Forrester Research information governance blog
- Barclay Blair Information Governance Definition
- RSD Official Website
- EPA 10 Reasons for RM
- American Health Information Management Association